# Asgardci
Asgardci so rasa nezemljanov, ki nastopajo v izmišljenem vesolju Zvezdnih vrat. So ena izmed Štirih velikih ras, saj so tehnološko zelo razviti. Njihova tehnologija prekaša goa'uldsko, z njeno pomočjo pa so zaščiteni tudi planeti pod njihovim nadzorom.
Asgardci so v seriji prikazani kot tipični nezemljani, kakršni nastopajo tudi v drugih filmih, saj imajo veliko glavo, velike oči in majhno telo. Nastopajo kot nordijski bogovi; njihov vodja pa je Thor. Njihovo domovanje je zunaj Rimske ceste, v galaksiji Ida. 